# Duffield (Wirginia)
Duffield – miasto w Stanach Zjednoczonych, w stanie Wirginia, w hrabstwie Scott.